# Horst Eckel
Horst Eckel (Vogelbach, 8 febbraio 1932 – Landstuhl, 3 dicembre 2021) è stato un calciatore tedesco di ruolo centrocampista, campione del mondo nel 1954.
Per il suo gioco veloce fu soprannominato Windhund (in italiano Levriero). In seguito ai decessi di Ottmar Walter e di Hans Schäfer, fino alla sua morte, è stato l'ultimo campione del mondo del 1954 ancora in vita e il più anziano ex calciatore vivente ad aver disputato una finale mondiale.

## Carriera

### Club
Cresciuto nelle giovanili della squadra della sua città natale, l'SC Vogelbach, nel 1949 Eckel fu acquistato dal Kaiserslautern, con cui vinse due campionati tedeschi occidentali.
Nel 1960 passò al Röchling Völklingen, dove chiuse la carriera nel 1966.

### Nazionale
Eckel conta 32 presenze con la Nazionale tedesca occidentale, con cui esordì il 9 novembre 1952 contro la Svizzera (5-1).
È stato il primo calciatore a subentrare in gioco in una competizione ufficiale, sostituendo l'infortunato Richard Gottinger, nella gara valevole per le qualificazioni al campionato mondiale di calcio 1954 contro la Saarland dell'11 ottobre 1953.
Fece parte della selezione che vinse i Mondiali nel 1954, dove disputò tutte le 6 partite giocate dalla Germania Ovest, e di quella giunta quarta nel 1958, dove giocò 4 partite.

### Dopo il ritiro
Dopo essersi ritirato dal calcio giocato fu insegnante di educazione fisica fino al pensionamento, allenando per un anno anche il Röchling Völklingen.
È stato inoltre uno dei consulenti del regista Sönke Wortmann per la realizzazione del film Das Wunder von Bern (Miracolo a Berna) sulla finale del Mondiale 1954 tra Germania Ovest e Ungheria.
Si è spento il 3 dicembre 2021, all'età di 89 anni.

## Palmarès

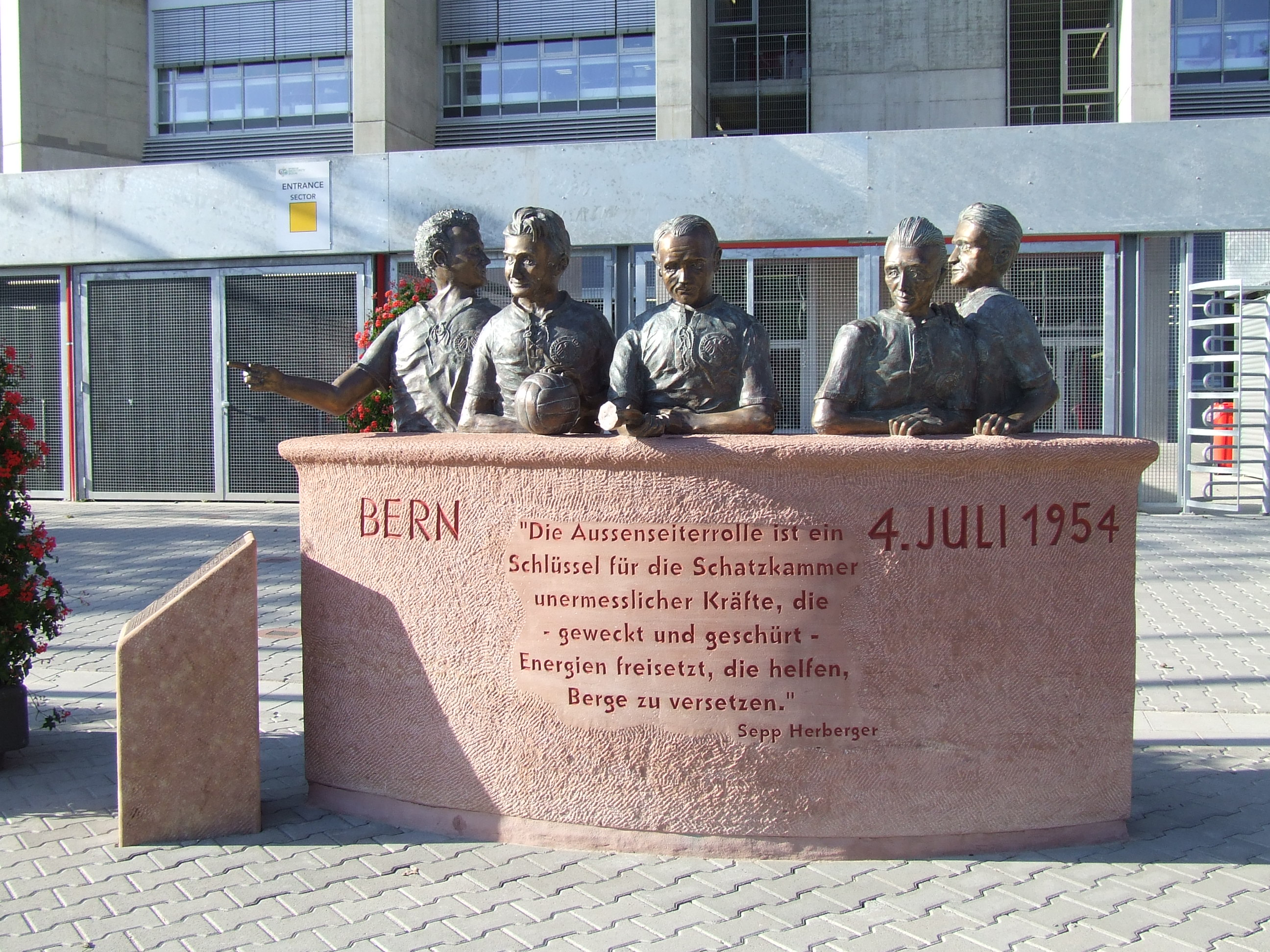
Statua in memoria dei giocatori del Kaiserslautern che disputarono la finale del. Da sinistra a destra: Liebrich, F. Walter, Kohlmeyer, Eckel e O. Walter.

### Club
- Campionato tedesco occidentale: 2

Kaiserslautern: 1950-1951, 1952-1953

### Nazionale
- Campionato mondiale: 1

Svizzera 1954